# Danezaa

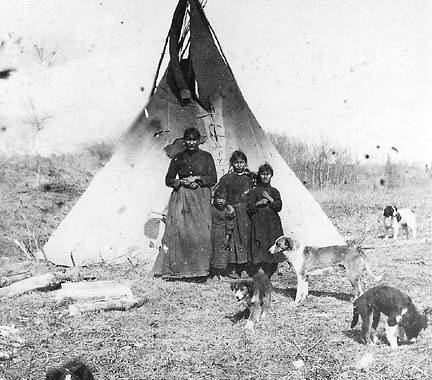
Femme et enfants danezaas devant leur tipi en 1899.

Les Danezaas ou Tsattines (ou encore Beavers ou Castors, selon leur exonyme européen) forment un peuple autochtone d'Amérique du Nord, dont la langue d'origine fait partie des langues na-dené du groupe des langues athapascanes. Les Danezaas vivent aux confins des provinces canadiennes de l'Alberta et de la Colombie-Britannique.
Le peuple danezaa vit dans des villages septentrionaux des provinces occidentales du Canada, notamment autour de la rivière Athabasca, de la rivière Clearwater, au nord du lac Athabasca ainsi que sur le territoire au nord de la rivière de la Paix. Ils vivaient aux côtés des tribus des Tsuu T'ina avec lesquelles ils partageaient les mêmes territoires. Par la suite, les tribus cries les forcèrent à migrer vers le nord.
On recense actuellement un peu moins de trois mille personnes Danezaas dont plus de la moitié parle toujours la langue danezaa.
Au recensement de l'an 2000, il y avait 2 847 Danezaas au Canada qui se répartissaient dans plusieurs réserves indiennes : 
- En Alberta : Boyer River (755 h), Heart Lake (275 h) et Horse lake (794 h).
- En Colombie-Britannique :  Blueberry River (385 h), Doig River (239 h), Halfway River (221 h) et West Moberly (178 h).

Alexander Mackenzie fut un des premiers explorateurs à entrer en contact avec les « Beavers » (castors en anglais). Par la suite, les trappeurs et coureurs des bois canadiens français les surnommèrent « Castors ». Les Danezaas commerçaient non seulement la peau de castor, mais également le caribou et le bison jusqu'à son extinction.